# Irak en los Juegos Olímpicos de Tokio 2020
Irak estuvo representado en los Juegos Olímpicos de Tokio 2020 por cuatro deportistas, dos hombres y dos mujeres, que compitieron en tres deportes.
Los portadores de la bandera en la ceremonia de apertura fueron el remero Mohamed Al-Jafayi y la tiradora Fatimah Al-Kabi. El equipo olímpico iraquí no obtuvo ninguna medalla en estos Juegos.